# Литкарінський міський округ
Литка́рінський міський округ (рос. Лыткаринский городской округ) — муніципальне утворення у складі Московської області Росії.
Адміністративний центр та єдиний населений пункт — місто Литкаріно.

## Історія
27 січня 1975 року місто Литкаріно отримало статус обласного та виведене зі складу Люберецького району.
2004 року Литкарінська міська адміністрація обласного підпорядкування перетворена в Литкарінський міський округ.

## Населення
Населення округу становить 58606 осіб (2019; 55237 у 2010, 50798 у 2002).